# 勒维耶伊埃夫勒
勒维耶伊埃夫勒（法語：Le Vieil-Évreux）是法国厄尔省的一个市镇，位于该省中部，埃夫勒市区以东，属于埃夫勒区。该市镇总面积11.57平方公里，2009年时的人口为732人。
勒维耶伊埃夫勒的直译为"旧埃夫勒"，但事实上该市镇并非埃夫勒的旧址所在地，而是在某次战争中该市镇完全被摧毁，关于该市镇的文献记载全部丢失，人们后来普遍认为该地的历史早于省会埃夫勒，故名。

## 人口
勒维耶伊埃夫勒人口变化图示